# Jechi’am
Jechi’am (hebr. יחיעם; ang. Yehiam) – kibuc położony w Samorządzie Regionu Matte Aszer, w Dystrykcie Północnym, w Izraelu. Członek Ruchu Kibuców (HaTenoa’a HaKibbutzit).

## Położenie
Kibuc Jechi’am jest położony na wysokości 324 metrów n.p.m. na zachodnim skraju Górnej Galilei. Leży na zachodnich zboczach góry, po której południowej stronie znajduje się głębokie wadi strumienia Jechiam. Na północy przepływa strumień Aszerat. Okoliczny teren opada w kierunku południowo-zachodnim w stronę wzgórz Zachodniej Galilei i następnie na równinę przybrzeżną Izraela. Położone wokół wzgórza są zalesione. W otoczeniu kibucu Jechi’am znajdują się miasto Ma’alot-Tarszicha, miejscowości Kefar Weradim, Januch-Dżat i Jirka, kibuc Gaton, moszawy En Ja’akow, Me’ona i Amka, wioska komunalna Kelil, oraz arabska wioska Szajch Dannun.

### Podział administracyjny
Jechi’am jest położony w Samorządzie Regionu Matte Aszer, w Poddystrykcie Akka, w Dystrykcie Północnym.

## Demografia
Stałymi mieszkańcami kibucu są wyłącznie Żydzi. Tutejsza populacja jest świecka:

Źródło danych: Central Bureau of Statistics.

## Historia

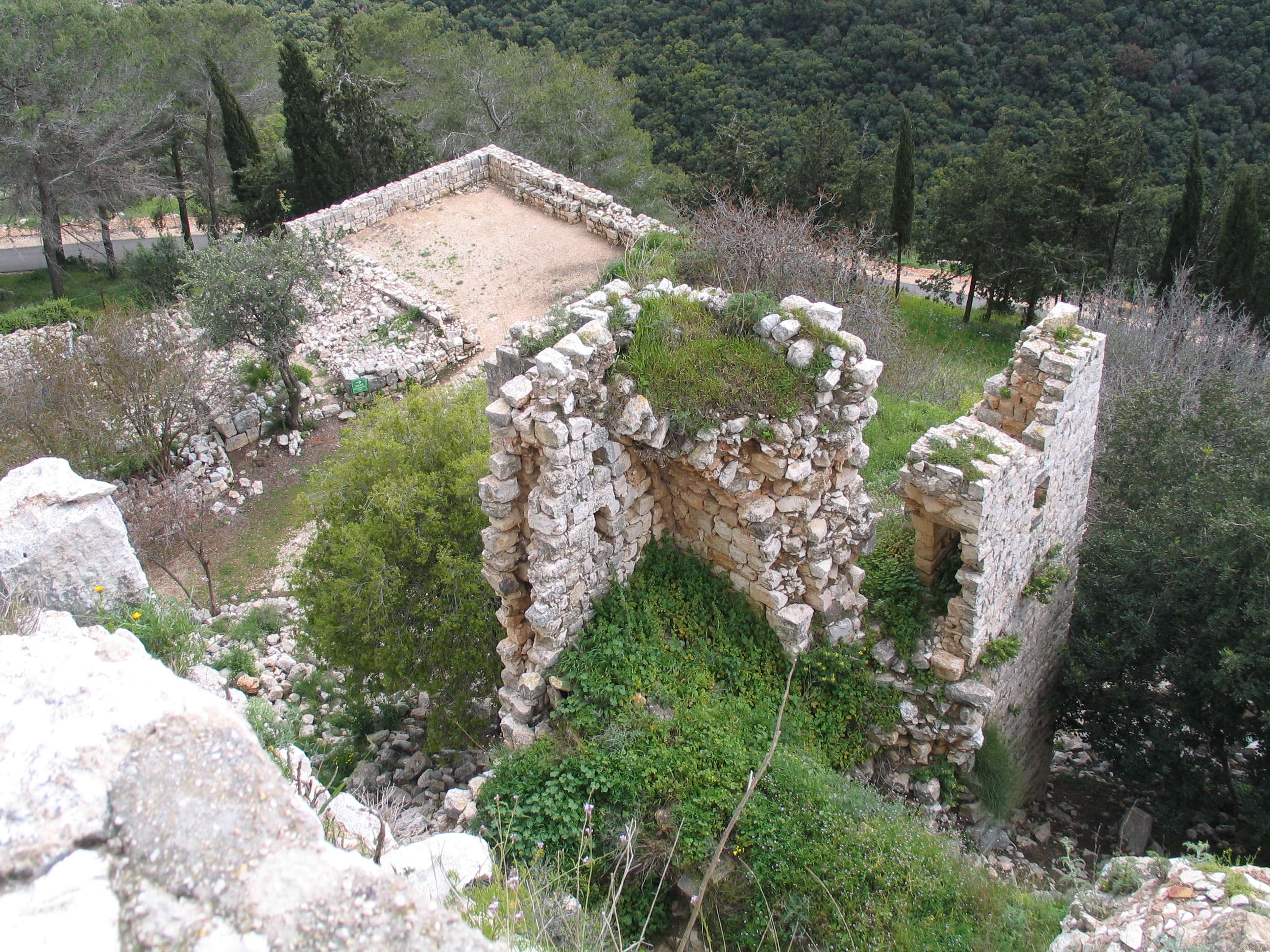
Pozostałości zamku krzyżowców w kibucu Jechi’am

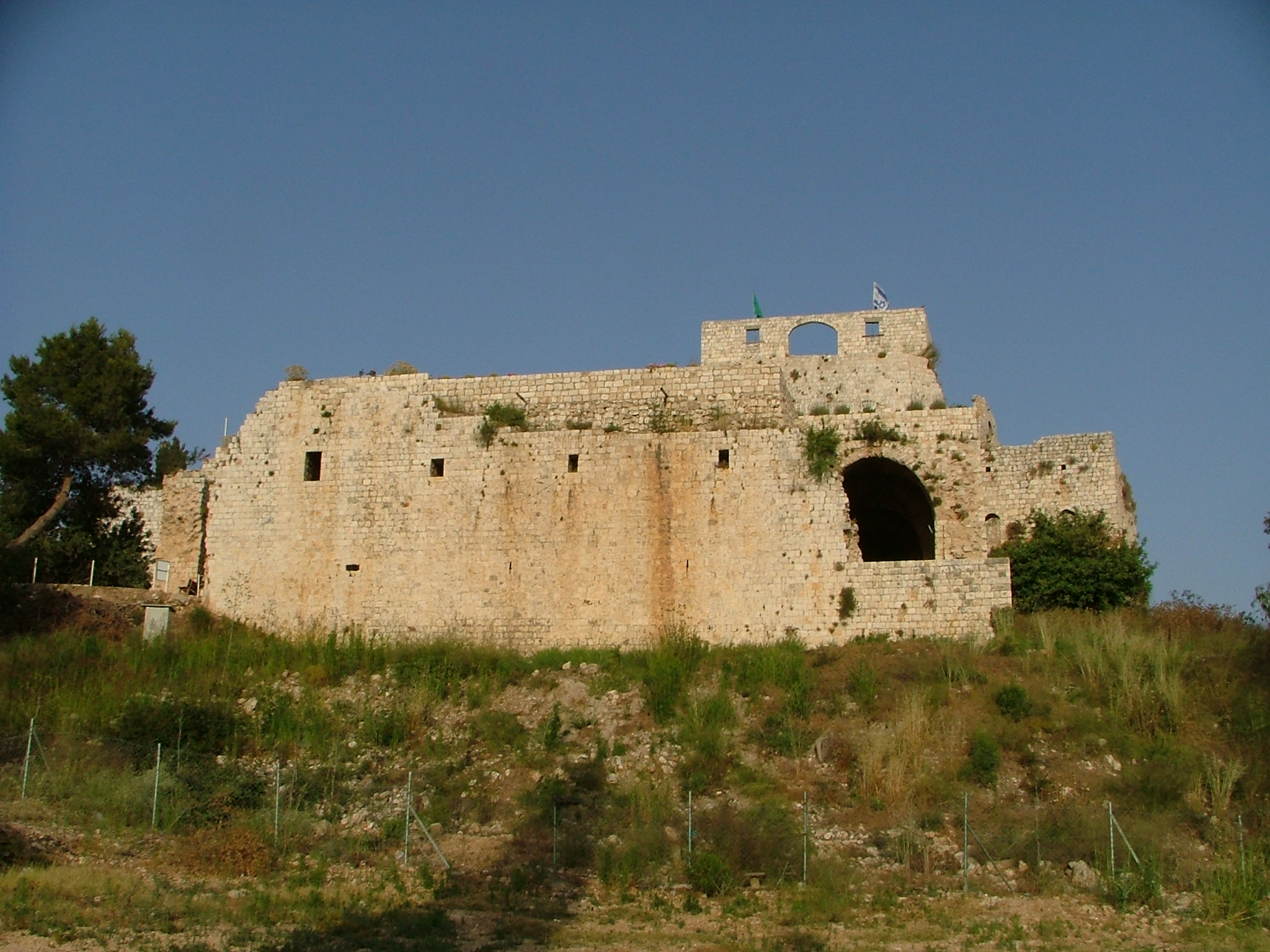
Park Narodowy Miwcar Jechi’am

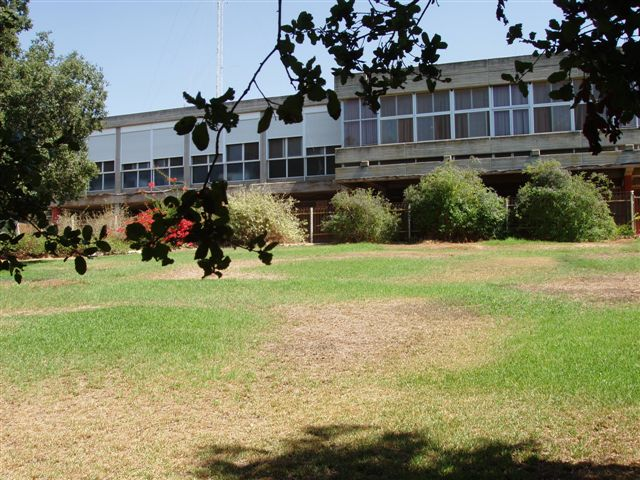
Budynek stołówki w kibucu Jechi’am

Na szczycie wzgórza położonego przy współczesnym kibucu jest położony zamek krzyżowców, nazywany Judyn. Został on odbudowany w XVIII wieku przez osmańskiego gubernatora Galilei, Dhaher al-Omara. Następnie, w 1775 roku Dżazzar Pasza zburzył ten zamek. W kolejnych latach w jego otoczeniu powstała arabska wioska Chirbat Dżiddin. Na początku XX wieku tutejsze ziemie od arabskich właścicieli zaczęły wykupywać żydowskie organizacje syjonistyczne. Grupa założycielska kibucu zawiązała się w styczniu 1946 roku. W jej skład wchodzili członkowie młodzieżowego ruchu syjonistycznego Ha-Szomer Ha-Cair z Węgier i innych krajów Europy. Mieszkali w namiotach rozbitych na terenie dzisiejszego osiedla Kirjat Haim w Hajfie. Oczekując na przyznanie lokalizacji kibucu pracowali w rolnictwie, lokalnych fabrykach, kamieniołomach i restauracjach. W dniu 27 listopada 1946 roku nastąpiło założenie kibucu. Pierwotnie nazywał się HaSe'ela (hebr. קיבוץ הסלע), jednak później zmieniono jego nazwę na obecną na cześć Jechiama Weitza – syna przywódcy ruchu syjonistycznego Josefa Weitza. Jechi’am był członkiem kompanii szturmowej Palmach i zginął w nocy z 16 na 17 czerwca 1946 roku podczas operacji wysadzania mostów. Kobiety i dzieci pozostawiono w tym pierwszym najtrudniejszym okresie w Kirjat Haim, a mężczyźni mieszkali w prowizorycznych warunkach na terenie na wpół zburzonego zamku krzyżowców. Cierpieli od niedostatku wody i ciężkiej pracy fizycznej. Po miesiącu czasu, 20 osadników zachorowało na malarię. Ich życie uratowano dzięki zastrzykom penicyliny. Kibuc był odcięty od pozostałej społeczności żydowskiej i łączność utrzymywano głównie przy pomocy sygnałów świetlnych nadawanych z ruin zamku na wzgórzu. Przyjęta 29 listopada 1947 roku Rezolucja Zgromadzenia Ogólnego ONZ nr 181 przyznała te tereny państwu arabskiemu. Podczas wojny domowej w Mandacie Palestyny w 1948 roku w okolicy stacjonowały siły Arabskiej Armii Wyzwoleńczej, które paraliżowały żydowską komunikację w całej Galilei. Kibuc Jechi’am był wówczas oblężony i całkowicie odcięty od pozostałej części żydowskiej społeczności w Mandacie Palestyny. W dniu 20 stycznia 1948 roku siły ponad 400 Arabów zaatakowały kibuc. W bitwie o Jechi’am zginęło 8 obrońców. W dniu 27 marca 1948 roku żydowska organizacja paramilitarna Hagana wysłała konwój w celu wzmocnienia obrony kibucu. Wpadł on jednak w zasadzkę i został rozbity (zginęło 47 żydowskich bojowników). Podczas I wojny izraelsko-arabskiej w lipcu 1948 roku Izraelczycy przeprowadzili operację „Dekel”, w trakcie której w dniu 11 lipca zajęli po krótkiej walce sąsiednią arabską wioskę Chirbat Dżiddin. Większość jej mieszkańców uciekła do sąsiednich arabskich wiosek, a następnie wyburzono wszystkie domy. Po wojnie tereny wioski przejął kibuc Jechiam. W kolejnych latach osiedlili się tutaj imigranci z Francji i Ameryki Południowej. W latach 90. XX wieku kibuc znalazł się w kryzysie ekonomicznym, który wymusił przeprowadzenie w 2001 roku częściowej prywatyzacji. Obecnie istnieją plany rozbudowy kibucu o kolejnych 120 domów mieszkalnych.

## Edukacja
Kibuc utrzymuje przedszkole. Starsze dzieci są dowożone do szkoły podstawowej w kibucu Kabri lub szkoły średniej w kibucu Ewron.

## Kultura i sport
W kibucu znajduje się ośrodek kultury z biblioteką. Z obiektów sportowych jest basen kąpielowy, boiska do piłki nożnej i koszykówki, oraz korty tenisowe.

## Turystyka
Na początku lat 90. XX wieku kibuc zaczął wykorzystywać swoje naturalne zalety turystyczne. U podnóża zamku krzyżackiego utworzono pensjonat, który posiada 60 pokojów do wynajęcia. Obsługa ruchu turystycznego stanowi coraz ważniejsze element dochodów mieszkańców kibucu. W obrębie zamku utworzono Park Narodowy Miwcar Jechi’am.

## Infrastruktura
W kibucu jest przychodnia zdrowia, klinika stomatologiczna, sklep wielobranżowy, pralnia, warsztat mechaniczny i stacja benzynowa.

## Gospodarka
Gospodarka kibucu opiera się na sadownictwie i obsłudze ruchu turystycznego. Uprawia się banany, cytrusy, awokado, a także pszenicę, kukurydzę, bawełnę i tytoń. Jest ferma drobiu i hodowla bydła mlecznego. Od 1960 roku funkcjonuje rzeźnia i zakład Deli-Yehiam produkujący wołowinę i mięso drobiowe. Zakład ten posiada około 20% krajowego rynku mięsnego, oraz eksportuje mięso do Stanów Zjednoczonych i Europy. Od 1993 roku działa zakład Yeẖi'am Delicatessen produkujący słodycze.

## Transport
Z kibucu wyjeżdża się na północny zachód na drogę nr 8833, którą jadąc na północny wschód dojeżdża się do kibucu Gaton i moszawu En Ja’akow, lub jadąc na zachód dojeżdża się do drogi ekspresowej nr 89. Jadąc drogą nr 89 na wschód dojeżdża się do miejscowości Mi’ilja i miasta Ma’alot-Tarszicha, lub jadąc na zachód do skrzyżowania z drogą nr 70 przy kibucu Kabri.